# Bell Hill
Bell Hill – jednostka osadnicza w Stanach Zjednoczonych, w stanie Waszyngton, w hrabstwie Clallam.